# Himantopus
Himantopus – rodzaj ptaków z rodziny szczudłonogów (Recurvirostridae).

## Zasięg występowania
Rodzaj obejmuje gatunki występujące w Eurazji, Afryce, Australii, Oceanii i Ameryce.

## Morfologia
Długość ciała 35–40 cm, długość skoku 87–137 mm, rozpiętość skrzydeł 67–83 cm; masa ciała 112–223 g. 

## Systematyka

### Etymologia
- Himantopus: łac. himantopus, himantopodis „ptak brodzący” obecnie powszechnie utożsamiany ze szczudłakiem zwyczajnym, od gr. ἱμαντοπους himantopous, ἱμαντοποδος himantopodos „ptak brodzący, tyczkowaty”, od ἱμας himas, ἱμαντος himantos „pasek, rzemień”; πους pous, ποδος podos „stopa”[8].
- Macrotarsus: gr. μακρος makros „długi”; nowołac. tarsus „goleń, noga”, od gr. ταρσος tarsos „podeszwa stopy”[9]. Gatunek typowy: Charadrius himantopus Linnaeus, 1758.
- Himantellus: rodzaj Himantopus Brisson, 1760; łac. przyrostek zdrabniający -ellus[10]. Korekta nazwy Himantopus Brisson, 1760.
- Hypsibates: gr. ὑψι hupsi „na górze, wysoki”; βατης batēs „biegacz”, od βατεω bateō „biegać”, od βαινω bainō „iść”[11]. Nowa nazwa dla Himantopus Brisson, 1760, ponieważ Nitzsch sądził, że nazwa ta jest zajęta.
- Calobatus: gr. καλοβατης kalobatēs „linoskoczek” (bardziej w znaczeniu „szczudlarz”), od καλως kalōs „lina”; βατης batēs „piechur”, od βατεω bateō „stąpać”, od βαινω bainō „iść”[12]. Gatunek typowy: Charadrius himantopus Linnaeus, 1758.

### Podział systematyczny
Do rodzaju należą następujące gatunki:
- Himantopus himantopus (Linnaeus, 1758) – szczudłak zwyczajny
- Himantopus novaezelandiae Gould, 1841 – szczudłak czarny